# Ermitage San Venanzio
L'ermitage San Venanzio (italien : Eremo di San Venanzio) est un ermitage catholique situé dans la commune de Raiano, dans la Province de L'Aquila et la région des Abruzzes, en Italie.